# August Andersson (musiker)

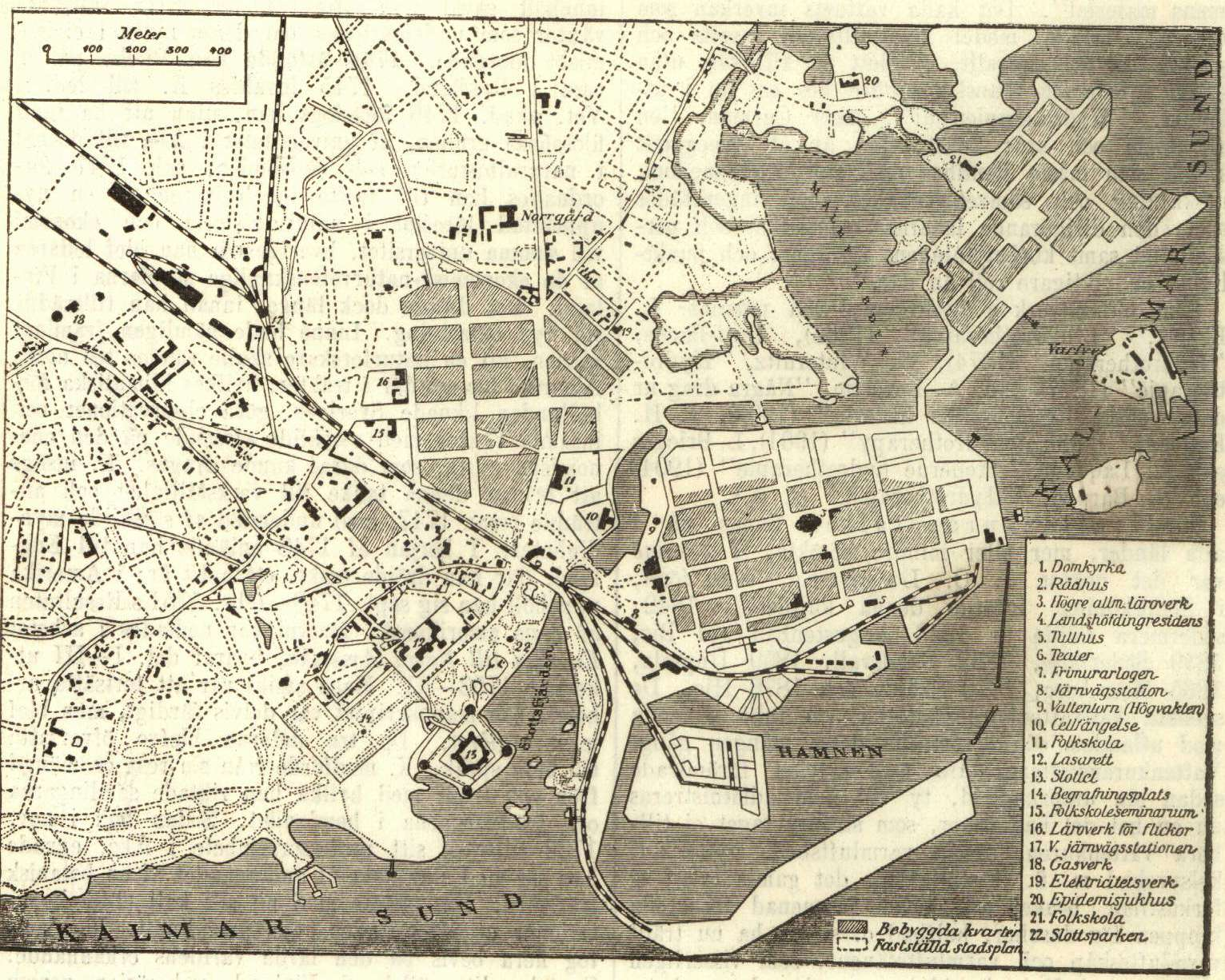
Kalmar 1910

August Andersson, Häst-August, född 5 maj 1850 i Algutsboda, död 6 mars 1931 i Kalmar, var en svensk evangelist, musiker och byggmästare. Han räknas till pionjärerna under Sveriges frikyrkliga framväxt och han blev känd för sina anföranden med mustiga liknelser.

## Biografi
August Andersson var son till hemmansägaren Andreas Nilsson (1826) och Lena Cajsa Petersdotter (1815).
Han blev känd för sina anföranden med mustiga liknelser,
berättelser som inte alltid var uppskattade. Missionskyrkan portförbjöd honom och tidningen Barometern beskrev honom som en komediant. År 1889 kom han till Kalmar från Södra Bondetorp i Algutsboda socken. Efter ett möte i Vittaryds kyrka uppges han ha sagt att "nu är det inte mera att göra i Vittaryd, för där är alla omvända utom prästen, länsman och två drängar". Han gav ut och sålde böcker med andliga sånger och vittnesbörd om helbrägdagörelse.
Han skaffade sig en lokal i Kalmar som låg på Spikgatan i ett numera rivet hus. Lokalen fick namnet Arken och låg inte så långt från nuvarande Arkagården. När Spikgatan lades om flyttade han sin möteslokal till Nygatan, men även denna är riven sedan lång tid. 
Vid begravningen i mars 1931 följde stora skaror honom till den sista vilan.